# 于定国
于定國（前2世紀—前40年），字曼倩，西漢東海郯縣（今山東省郯城縣西）人。漢宣帝時期，于定國先後擔任光祿大夫、水衡都尉、廷尉等職，甘露年間，于定國接替黃霸為丞相，受封西平侯。漢成帝永光元年，關東地區發生災荒，漢成帝下詔責備眾臣，于定國對此感到惶恐不安，故上書請辭並獲准，在其退休數年後，於七十多歲高齡時病逝，諡號「安」。

## 生平

### 公治獄
于定國的父親于公曾任县裡的獄吏、郡決曹等職位，判案公平，觸法而被于公判刑者，沒有因不服而心懷怨恨的。郡中的百姓為他立了生祠，稱作于公祠。
東海郡有個孝順的婦人，孝婦年輕時便守寡，又無子女，卻仍恭謹地奉養着婆婆，婆婆想讓她改嫁，孝婦始終不答應。她的婆婆對鄰居説：「我這孝順媳婦事奉我很勤勞辛苦，我憐憫她年輕守寡又沒有子嗣。我年紀大了，卻這樣長時間地拖累年輕人，該如何是好啊！」後來老太太為了不再拖累媳婦竟自缢而死。老太太的女兒為此告官説：「婦人殺死了我母親。」縣吏逮捕了孝婦，孝婦辯解説不是自己殺害了婆婆。但在縣吏的嚴刑逼供下，孝婦最終仍是屈打成招。
此案上呈到郡曹府，于公認為這名婦人奉養婆婆十多年，以孝順聞名鄉里，一定不會是她殺害了婆婆。但太守不同意于公的看法，即使于公竭力爭辯，最終也無濟於事，于公為此抱着判決書在郡曹府內大哭，藉口得病辭去了官職。太守最終還是以謀殺婆婆的罪名將孝婦處死。孝婦冤死後，東海郡發生了連續三年的嚴重旱災。後來新太守上任，派人占卜大旱發生的原因，于公説：「那名孝婦不該死，前任太守一意孤行強作決斷，災禍恐怕是由此而生。」於是太守宰殺了一頭牛，親自前往孝婦的墳前祭奠，並為她立碑表彰她的孝行，天上果然立即降下大雨，當年東海郡五穀豐收。郡中的人們由此更加敬重于公。

### 早年經歷
于定國從小就跟隨父親于公學習法律，父親死後，于定國也如同其父一樣作過獄吏、郡決曹等官職，後來補任為廷尉史，並被推選和御史中丞從事辦理謀反者的獄案，因才智出眾而升遷為侍御史，又轉任御史中丞。當時正值汉昭帝駕崩，昌邑王刘贺被詔入京師繼位，但其行為卻淫亂昏聵，于定國為此上書規諫。後來在劉賀被廢黜改由汉宣帝即位後，大將軍霍光兼領尚書事，他上書分條奏請漢宣帝，只要當時曾規諫過劉賀的大臣們都被破格升官。于定國因而升任光祿大夫，平尚書事，相當受到重用。幾年後，又於本始三年改調水衡都尉，地节元年被越級擢升為廷尉。

### 審案嚴謹
于定國擔任廷尉後開始拜師學習《春秋》，即使他已身居高位，但仍親自手執經書，向老師行弟子之禮。于定國為人廉正謙恭，尤其敬重精通經術的士人，即使是地位低下，徒步行走前來拜訪者，他都以平等的禮儀相待，崇敬有加，因此廣泛受到士人們的讚譽。于定國判案公允平恕，盡可能地體恤鰥寡孤獨之人，不是真正能確定的犯罪，他都盡量從輕發落，且格外注意保持謹慎的態度。朝廷上下都稱讚他說：「张释之任廷尉，天下沒有受冤枉的人，于定國任廷尉，百姓都自認為不會被冤枉。」于定國酒量甚佳，連飲數石也不會喝醉，當他在隆冬時節飲酒後，審核定案反倒變得更加精明了。于定國擔任廷尉十八年後，於甘露二年接任退休的杜延年為御史大夫。

### 官至丞相
甘露三年，于定國接替病逝的黃霸擔任丞相，被封為西平侯。三年後，漢宣帝駕崩，漢元帝即位後，因于定國是在職的先帝舊臣，漢元帝相當敬重他。當時陳萬年任御史大夫，與于定國共事八年，兩人議論政事沒有相抵觸的情況。後來在贡禹接替陳萬年為御史大夫後，卻與于定國在政見上多有不和，由於于定國較為熟悉政事，所以在許多問題上漢元帝往往認同于定國的意見。
然而，漢元帝剛剛即位不久，關東地區（指函谷关以東）便遭逢連年災害，百姓流離失所，大批災民湧入關內，有人上書把責任歸咎於在朝的諸臣們。漢元帝因此多次在臨朝聽政時召見丞相、御史，讓他們進宮接受詔書，逐條用職事責備他們說：「地方上那些狡詐不忠的官吏害怕因捕拿盜賊不力而遭受責罰，任意懷疑加害良民，甚至使無辜之人冤屈而死，有的官吏發現盜賊後，不立即去追捕，卻反而拘禁丟失財物的人家，使得後來百姓再受到盜賊的劫掠也不敢向官府報告，因此使得災禍和惡劣風氣逐漸滋長擴展。老百姓多有冤屈，州郡官吏卻不加處理解決，不斷有上書鳴冤者來到京城。俸祿二千石的高官們選任不當的官吏下屬，導致在位的官員多不稱職。農田遭受災害，官吏不肯減免其賦稅，反而催收租賦，致使百姓越發窮困。關東流民飢寒交迫，疾病流行，朕已下詔命令官吏轉撥漕糧，打開倉廩，拿出庫藏之物救濟災民，賜給災民們禦寒的冬衣，這些措施維持到春天猶恐不足。現在丞相、御史你們打算怎樣彌補這些過錯呢？你們都要認真列舉情狀，陳述朕的過失。」于定國於是上書謝罪。
到了永光元年，春天降霜，夏季寒冷，太陽暗淡而無光，漢元帝又下詔分條責備說：「一名從東部來的郎官稟報說關東地區發生饑荒，以至於出現父親丟棄幼兒或兒子拋棄老父的情形。丞相、御史你們這些主管大臣為什麼隱瞞不報告此事呢？還是從東部來的那位官員誇大其詞了？兩方面反映的情況為什麼差異如此巨大，我希望了解真實的狀況。今年的收成好壞尚難預料，假如還有水災、旱災發生的話，那事情可就麻煩了。公卿大臣們有什麼可以防患於未然，或拯救已發生災難的辦法沒有？請各位以實相告，不要有所隱瞞。」于定國見到詔書後，感到惶恐害怕，於是上書引咎自責，並歸還侯爵的印章，乞求告老還鄉。
漢元帝答覆說：「您輔佐我治理天下，不敢稍有懈怠休息，國家各種政事，都是由您所總攬。人非聖賢，孰能無過。現今我漢朝承接著周、秦以來窮困衰敝的局面，民俗教化衰落，百姓缺少禮儀，陰陽失調，災禍出現，不是單一的原因所引起的，推類考察古代所記述的聖人言行，尚不敢自己獨擔過失，更何況是平常之人呢！朕日思夜想，是什麼原因導致這些災難的，還是沒能完全搞清楚。經書上說：『如果説天下有罪過的話，那麼所有的過錯都該歸在朕的身上。』您雖身居要職，又何必獨擔責任呢？繼續努力監察各郡國的太守、國相等地方官吏，不稱職的別讓他繼續在位欺壓百姓。請您繼續主持國家大政，力求用盡你的聰明才智，還望您多進飯食，小心養護身體。」于定國再度上書說自己病情加重，堅決要求辭官歸鄉，漢元帝於是賜給他四匹馬拉的坐車、黃金六十斤，罷官歸家，丞相一職由韋玄成接任。此外同樣因災荒而請辭的官員還有大司马史高、御史大夫薛广德等人。致仕幾年後，于定國在七十多歲時逝世，諡號「安」。

## 家族
- 父于公：于定國的父親于公在世時，某次他家裡的閭門壞了，同鄉的父老打算一同幫忙修理，于公對他們說：「把閭門稍微擴建的高大些，使其能通過四匹馬拉的高蓋車。我審理案件時積了許多陰德，從未製造過冤案，因此我的子孫裡必定有興旺發達者。」後來于公的兒子于定國果然官至丞相，孫子于永也官至御史大夫，子孫世代封侯[1]。
- 子于永：于永在于定國去世後承襲了父親的爵位，他年輕時因嗜酒而多有過失，到了年近三十歲時卻改變志節修養品行，因父親的蔭澤出任侍中中郎将、长水校尉。于定國死後，于永遵照禮儀居家守喪，以孝道而聞名。此後以列侯的身份授任散騎、光祿勳，官至御史大夫，後來當汉元帝正準備拜于永為丞相時，于永卻正好過世了。此外，于永還被選為驸马，他的妻子館陶公主劉施既賢惠又有德行，為汉宣帝和華婕妤所生之長女，同時其也是汉成帝的姑母[1]。
- 孫于恬：于恬為人不似父祖般賢良，沒什麼值得令人稱道的行為[1]。

## 延伸閱讀
[在维基数据编辑]
 《史記/卷096》，出自司馬遷《史記》
 《漢書/卷071》，出自班固《漢書》